# Ja Rule
Jeffrey Bruce Atkins (New York City, New York, SAD, 29. veljače 1976.), poznatiji po svom umjetničkom imenu Ja Rule, američki je reper, pjevač, tekstopisac, glazbeni producent i glumac iz susjedstva Hollis u Queensu, četvrti New York Cityja. Vlasnik je i diskografske kuće Mpire Music Group.
Prvi studijski album Venni Vetti Vecci objavio je 1999. godine zajedno s prvim singlom "Holla Holla". Od 1999. do 2005. godine Ja Rule je imao nekoliko pjesama koje su ušle u prvih 20 na američkoj top ljestvici Billboard Hot 100, uključujući "Between Me and You", izvedenu zajedno s Christinom Milian, te "I'm Real (Murder Remix)" i "Ain't It Funny (Murder Remix)" koje je izveo u suradnji s Jennifer Lopez. Obe pjesme bile su na vrhu top ljestvice Billboard Hot 100. Nadalje, u prvih 20 našla se i pjesma nominirana za nagradu Grammy, "Always on Time" koju je izveo zajedno s Ashanti, zatim "Mesmerize", te "Wonderful" koju je izveo s R. Kellyjem i Ashanti. Tijekom 2000-ih Ja Rule je potpisao ugovor s diskografskom kućom Murder Inc. Records (ranije poznatija kao The Inc. Records), koju je osnovao Irv Gotti. Tijekom svoje glazbene karijere četiri puta je bio nominiran za nagradu Grammy, šest puta imao album koji je ušao u deset najboljih, od kojih su se Rule 3:36 (2000.) i Pain Is Love (2001.) našli na vrhu američke top ljestvice Billboard 200.

## Životopis
Rodio se u Queensu, te je pohađao škole, ali nije maturirao iz srednje škole.
Roditelji su mu bili Jehovini svjedoci. Sestra mu je umrla kad je imao pet godina, od dišnih problema.
Odrastajući u duboko religioznoj i strogoj obitelji, koja nije slavila rođendane ni Božić, osjećao se zarobljeno. Iako nije smio slušati rap glazbu, ipak je to kriomice činio kad mu majka nije bila prisutna.
Kad je prvi put čuo rap, odlučio je postati reper.
Počeo je kao pjevač, a čuo ga je DJ Irv, čiji je prijatelj bio Jay Z.
Jayju se Jeffrey svidio te je on njegovom zaslugom objavio svoj debitantski album Venni Viddi Vecci.
Album je postigao platinastu nakladu, a sljedeća dva postala su platinasta čak triput.
Do sada je objavio sedam albuma, i prodao 20 milijuna ploča.
Prvotno je snimao pjesme, a na albumima su mu gostovali poznatiji glazbenici, neke od kojih je kasnije napadao.
Uz njegovu pomoć, Bobby Brown se vratio na glazbenu scenu, a Ashanti je na nju stupila.
Često su ga povezivali s mnogim ženskim pjevačicama, iako je on sretno oženjen.
Bavi se i filmom, te je do sada ostvario 14 uloga.
Poznati je filantrop.
Imao je mnogo problema u karijeri zbog svađe s 50 Cent-om i G-Unit-om koja je počela još 1999.
Njegov nastup protiv homoseksualaca nije se nimalo svidio raznim udrugama u SAD-u koje štite njihova prava.
Oženjen je za Aishu Murray, i ima troje djece. Njegovo umjetničko ime je zapravo skraćenica od Jeffrey Atkins Represents Unconditional Love Experience.

## Diskografija
- 1999.: Venni Vetti Vecci
- 2000.: The Murderers
- 2000.: Rule 3:36
- 2001.: Pain Is Love
- 2002.: The Inc.
- 2002.: The Last Temptation
- 2003.: Blood in My Eye'
- 2004.: R.U.L.E.
- 2005.: Exodus
- 2008.: The Mirror
- 2012.: Pain is Love 2

## Filmografija
| Godina | Naziv                  | Uloga                  | Detalji         |
| ------ | ---------------------- | ---------------------- | --------------- |
| 2000.  | Da Hip Hop Witch       | sebe                   |                 |
| 2000.  | Turn it Up             | David 'Gage' Williams  |                 |
| 2001.  | Crime Partners 2000    |                        |                 |
| 2001.  | Brzi i žestoki         | Edwin                  |                 |
| 2002.  | Half Past Dead         | Nicolas 'Nick' Frazier |                 |
| 2003.  | Mrak film 3            | Agent Thompson         |                 |
| 2003.  | Pauly Shore Is Dead    | sebe                   |                 |
| 2004.  | The Cookout            | Bling Bling            |                 |
| 2004.  | Jesi li za ples?       | Hip Hop Bar Performer  |                 |
| 2005.  | Back in the Day        | Reggie Cooper          |                 |
| 2005.  | Assault on Precinct 13 | Smiley                 |                 |
| 2007.  | Kenny                  | nenajavljeno           | kasni           |
| 2007.  | Furnace                | nenajavljeno           | kasni           |
| 2007.  | Don't Fade Away        | TBA                    | post-production |

## Vanjske poveznice
- Službena stranica
- Ja Rule na MySpaceu
- Ja Rule  Arhivirana inačica izvorne stranice od 3. ožujka 2008. (Wayback Machine) na MTV
- Ja Rule na Internet Movie Databaseu